# シマノ・NEXAVE
NEXAVE（ネクサーブ）は、株式会社シマノが開発、販売していたシティサイクル向けコンポーネントである。NEXAVEとは、「Next」と「Avenue」を合成したシマノによる造語である。

## 概要
2002年に初代が発売。レース向けを目的としない、シティバイク向けコンポーネントとして展開される。
2001年にシマノが発表した『Di2（Digital Integrated Intelligence）』システムを搭載し、ペダルを踏む力を利用して動くフロントディレーラや、放熱フィンつきのローラーブレーキ、電子制御のフルオートマチック変速など、これまでとは異なる新技術を多く採用しているのが最大の特徴である。その一方で一般に市販されている自転車に採用された例は驚く程少なく、また部品単体でも在庫を常備している販売店はほとんどない。
ラインナップは縮小傾向にあり、2011年現在は電子制御式内装変速機を中心とするNEXAVE C810、下位グレードのT300が欧州で販売されている。かつては上位機種のC900、C600や中核グレードのNAXAVE C500、C530 intego、廉価なT400なども設定されていたが、既に廃盤となっている。既にシマノの日本語ホームページから製品案内が消滅していることなどから、今後の販売継続の可能性が危ぶまれている。
なお2023年現在「NEXAVE」の名称は、シマノが発売する釣り用リールのブランド名に転用されている。